# M1 Tank Platoon
M1 Tank Platoon — тактический симулятор танка, разработанный и выпущенный компанией MicroProse в 1989 году. В общей сложности было продано 500 тысяч копий игры для платформ Commodore Amiga, Atari ST и DOS.
В 1998 году вышло продолжение, M1 Tank Platoon II.

## Игровой процесс
Игрок выступает в роли командира танкового взвода, состоящего из четырех «Абрамсов», сражающегося в войне против сил СССР в Центральной Европе. Игрок может отдавать приказы дружественным войскам, а также играть в роли командира танка, водителя или стрелка. По мере прохождения миссий выжившие члены экипажа могут продвигаться в звании и навыках владения своей профессией.
Кампания основывается на тактике противостояния превосходящим по численности советским войскам. Поначалу проводятся «оборонительные» миссии, призванные остановить наступление сил Варшавского договора. В случае успеха силы НАТО перехватывают инициативу и переходят в наступление.

## Технические детали
Версия для DOS поддерживает широкий набор графических карт: VGA/MCGA, EGA, Hercules, Tandy 1000 и CGA, а также звуковые карты adlib и Tandy 1000.